# أودلي هاريسون
أودلي هاريسون (بالإنجليزية: Audley Harrison) مواليد 26 أكتوبر 1971 في لندن، هو ملاكم بريطاني يصنف ضمن فئة الوزن الثقيل. شارك في دورة الألعاب الأولمبية الصيفية.

## إحصائيات
خاض خلال مسيرته 38 نزالا، فاز في 31 وخسر في 7. فاز بالضربة القاضية في 23 نزالا.

## الميداليات
| الميدالية | المسابقة                       |
| --------- | ------------------------------ |
| ذهبية     | الألعاب الأولمبية الصيفية 2000 |
| ذهبية     | دورة ألعاب الكومنولث 1998      |

## وصلات خارجية
- أودلي هاريسون على موقع IMDb (الإنجليزية)
- أودلي هاريسون على موقع بوكس ريك (الإنجليزية) (registration required)
- أودلي هاريسون على موقع اللجنة الأولمبية الدولية (الإنجليزية)
- أودلي هاريسون على موقع أوليمبيديا (الإنجليزية)
- أودلي هاريسون على موقع اتحاد ألعاب الكومنولث (مؤرشف) (الإنجليزية)

- الموقع الرسمي